# Dogi Rugani
Dogi Rugani, echte naam: Albertine Dorothea Caroli (Amsterdam, 21 november 1898 – aldaar, 19 januari 1983) was een Nederlandse actrice.
Ze studeerde in Amsterdam Franse letteren en speelde met het Studententoneel. Haar eerste rol was de dame in The Man of Destiny van Bernard Shaw, later Raïna in Men and the Arms. Drie jaar later trouwde zij met haar regisseur Frits Bouwmeester jr. Na de oorlog maakte Dogi Rugani deel uit van de vaste hoorspelkern.
Bij Het Schouwtooneel, waar Rugani ook op de planken heeft gestaan, heeft zij onder andere "Vrouwen op kantoor" en "Sonja" gespeeld bij Heijermans.

## Hoorspelrollen
- Paul Vlaanderen en het Margo-mysterie - Dokter Bankary
- Paul Vlaanderen en het Milbourne-mysterie - Mevr. Langham
- Paul Vlaanderen en het Conrad-mysterie - Madame Klein, chef-verkoopster bij Brenner
- Sprong in het heelal serie 2 - Moeder van Jimmy
- Testbemanning - Mevr. Van Meeteren
- De verdwenen koning - Hertogin d'Angoulême